# Kirkkosaari (ö i Puolango, Lylyjärvi)
Kirkkosaari är en liten ö i Lylyjärvi i Finland. Den ligger i sjön Lylyjärvi och i kommunen Puolango i den ekonomiska regionen  Kehys-Kainuu och landskapet Kajanaland, i den centrala delen av landet, 500 km norr om huvudstaden Helsingfors. Öns area är 1,8 hektar och dess största längd är 190 meter i sydväst-nordöstlig riktning.